# Afghanistan aux Jeux olympiques d'été de 2004
L'Afghanistan participe aux Jeux olympiques d'été de 2004 à Athènes. Il s'agit de leur 11e participation à des Jeux d'été. C'est également un retour aux jeux après le bannissement du comité national pendant la période sous l'émirat islamique d'Afghanistan.
La délégation afghane, composée de 5 athlètes, termine sans médaille.

## Les résultats

### Athlétisme
| athlète         | sport      | discipline | temps   | place |
| --------------- | ---------- | ---------- | ------- | ----- |
| Masoud Azizi    | Athlétisme | 100 m      | 11 s 66 | 8     |
| Robina Muqimyar | Athlétisme | 100 m      | 14 s 14 | 7     |

### Boxe
| athlète           | sport | discipline | dernier opposant | place        |
| ----------------- | ----- | ---------- | ---------------- | ------------ |
| Basharmal Sultani | Boxe  | –69 kg     | Mohamed Hikal    | 32 de finale |

### Judo
| athlète        | sport | discipline | dernier opposant | place        |
| -------------- | ----- | ---------- | ---------------- | ------------ |
| Fariba Rezayee | judo  | –70 kg     | Cecilia Blanco   | 32 de finale |

### lutte
| athlète              | sport | discipline | denier opposant | place         |
| -------------------- | ----- | ---------- | --------------- | ------------- |
| Bashir Ahmad Rahmati | lutte | –55 kg     | Mavlet Batirov  | qualification |